# Free Hugs
Ngày hội Ôm quốc tế-International Free Hugs Day là một ngày hội được lập bởi nhiều tình nguyện viên tại hơn 80 quốc gia trên thế giới, vào ngày chủ nhật trong tuần thứ ba của tháng 7. Đây là một dịp để mọi người nhận được những cái ôm thân tình từ những người khác nhằm gửi gắm thông điệp yêu thương, thân thiện giữa mọi người với nhau.

## Lịch sử
Năm 2004, chiến dịch Free Hugs được khởi xướng do Juan Mann, một người Úc khi anh cảm thấy quá cô đơn, mệt mỏi bởi cuộc sống. Juan Mann đã cầm tấm bản có dòng chữ FREE HUGS đứng trên đường phố Sydney hối hả chờ một cái ôm.
Sau rất nhiều lần kiên nhẫn chờ đợi mà không có ai ôm mình anh đã gặp được một bà cụ kể về cái chết của chú chó sáng nay cùng ngày kỉ niệm của con gái cụ, người đã mất sau một vụ tai nạn xe hơi. Anh sụp người và ôm chặt lấy người phụ nữ.
Nhiều tháng sau đó Juan Mann cho đi vô số cái ôm tự nguyện như thế, những cái ôm không phân biệt giới tính, tuổi tác.
Ngày 22 tháng 9 năm 2006, một video về Mann được phát tán trên You Tube đã thu hút hơn 74 triệu lượt người quan tâm.

## Tại Việt Nam
Ngày hội Ôm Quốc tế đã được tổ chức tại Việt Nam ở hai thành phố lớn Hà Nội và Thành phố Hồ Chí Minh. Năm 2014, ngày hội được tổ chức thêm tại Nha Trang.
Ngày 20 tháng 7 năm 2014, hơn 300 sinh viên, học sinh ở Thành phố Hồ Chí Minh đã xuống đường dọc trung tâm thành phố để trao nhau những cái ôm thân tình nhân ngày hội Ôm quốc tế - International Free Hugs Day - diễn ra tại công viên Tao Đàn, Q.1.